# Eggmannsried
Eggmannsried ist ein Gemeindeteil der Stadt Bad Wurzach im Landkreis Ravensburg in Baden-Württemberg.

## Lage

### Topografische Einordnung
Eggmannsried liegt etwas westlich der Europäischen Hauptwasserscheide auf den Riß-Aitrach-Platten, einem Teil der Donau-Iller-Lech-Platte, und befindet sich am nördlichen Ende des Haisterkircher Rückens. Im Ort münden der Faulgraben und der Lochgraben in den Mühlbach, der von Graben auf dem Haisterkircher Rücken kommend Eggmannsried durchfließt.

### Lage und Umgebung
Die Ortschaft liegt an der Bundesstraße 465 westlich von Bad Wurzach, zwischen Unteressendorf (an der Einmündung der B 465 in die B 30) und Unterschwarzach. Südöstlich von Eggmannsried, nur etwa 200 Meter von der Ortsgrenze entfernt, befinden sich die Stelzenmühle und Oberhaslach. Ungefähr 200 Meter nördlich des Ortsrandes liegt Rettisweiler. Eggmannsried liegt auf der Gemarkung Unterschwarzach.

## Verkehrsanbindung
Eggmannsried liegt direkt an der Bundesstraße 465, die in südöstlicher Richtung bei Leutkirch eine Anbindung an die Autobahn A 96 bietet und im Nordwesten bei Unteressendorf in die Bundesstraße 30 mündet. Die Kreisstraße K 7933 führt von Eggmannsried in westlicher Richtung nach Osterhofen. 
Gemeindeverbindungswege bestehen in südwestlicher Richtung nach Graben auf dem Haisterkircher Rücken, südlich nach Ziegolz und westlich nach Menhardsweiler.

### Radverkehr
Ein Radweg führt von Eggmannsried über Stelzenmühle und Oberhaslach nach Osterhofen. Die ausgeschilderte Fahrradroute nach Unterschwarzach verläuft über Gemeindeverbindungswege via Menhardsweiler. Direkt südlich der B 465, entlang des Bachs Lochgraben, existiert ein nicht ausgeschilderter, geschotterter Weg nach Unterschwarzach. Der Gemeindeverbindungsweg nach Graben, von wo aus die Grabener Höhe erreicht werden kann, erfreut sich bei Radfahrern großer Beliebtheit, da er die Anfahrt mit der geringsten Steigung auf die Grabener Höhe darstellt.
Eggmannsried ist nicht an das Radnetz Baden-Württemberg (Radnetz BW) angebunden.

## Geschichte
Der Ort Eggmannsried wird 1246 erstmals als Eggemannesriet erwähnt.
Das Museum wurde 1985 vom Heimatkundler Jürgen Hohl (* 1944) gegründet.

## Sehenswürdigkeiten
Die Pfarrkirche St. Jakobus ließ der Reichsabt Didacus Ströbele (1686–1748) errichten. Jakob Emele (1707–1780), ein süddeutscher Barockbaumeister, baute das Pfarrhaus.

## Vereine
In Eggmannsried sind die Musikkapelle Eggmannsried (gegründet 1911) und der Kirchenchor St. Jakobus ansässig. Das Vereinsheim und die zwei Sportplätze der Turn- und Sportgemeinschaft Landjugend Unterschwarzach (TSG-LJG Unterschwarzach) befinden sich am Nordrand von Eggmannsried.